# 新香坊站
新香坊站，位于哈尔滨市香坊区，是滨绥铁路沿线上的火车站，距离哈尔滨站14公里，绥芬河站534公里。建于1937年。现隶属于中国铁路哈尔滨局集团有限公司。